# Магарево
Магарево (мкд. Магарево) је насеље у Северној Македонији, у јужном делу државе. Магарево припада општини Битољ.

## Географија
Насеље Магарево је смештено у јужном делу Северне Македоније. Од најближег већег града, Битоља, насеље је удаљено 8 km западно.
Магарево се налази на западном ободу Пелагоније, највеће висоравни Северне Македоније. Насеље је смештено високо, на северним падинама планине Баба. Северно од села протиче речица Драгор. Надморска висина насеља је приближно 1.060 метара.
Клима у насељу је планинска због знатне надморске висине.

## Становништво
Магарево је према последњем попису из 2021. године имало 81 становника.
| Национални састав према попису из 2021.‍ | Национални састав према попису из 2021.‍ | Национални састав према попису из 2021.‍ | Национални састав према попису из 2021.‍ | Национални састав према попису из 2021.‍ |
| --------------------------------------- | --------------------------------------- | --------------------------------------- | --------------------------------------- | --------------------------------------- |
|                                         |                                         |                                         |                                         |                                         |
| Македонци                               | Македонци                               |                                         | 60                                      | 74,1%                                   |
| Аромуни                                 | Аромуни                                 |                                         | 16                                      | 19,7%                                   |

Већинска вероисповест је православље.